# Illyriska krigen
Illyriska krigen är samlingsnamn på två krig mellan antikens Illyrien och Romerska republiken då romarna lade under sig södra Illyrien – Albanien norr om Epirus. Det första kriget utkämpades mot drottning Teuta av Illyrien 229-228 f.Kr, det andra mot Demetrios från Faros 219 f.Kr. 
Illyrien gjordes till romersk provins 167 f.Kr. 